# Радіна Анастасія Олегівна
Радіна Анастасія Олегівна (ур. Дашкевич; нар. 23 червня 1984, Київ) — народна депутатка України 9-го скликання, фракція «Слуга народу», експертка з питань боротьби із корупцією, судової та правоохоронної реформ. Членкиня Національної ради з питань антикорупційної політики (з 25 червня 2019).

## Життєпис
Закінчила юридичний факультет Київського національного економічного університету імені Вадима Гетьмана та філософський факультет Київського національного університету імені Тараса Шевченка.
Експертка з податкового законодавства. Була одним із лідерів кампанії зі створення в Україні Вищого антикорупційного суду. 
З 2016 по 2019 роки була керівницею адвокаційних програм Центру протидії корупції. 
З 10 червня 2019 року — членкиня делегації України в Групі держав Ради Європи проти корупції (GRECO).
Експертка проєкту USAID Ukraine «Громадяни в дії».
Помічник-консультант народного депутата України Павла Різаненка.
Кандидатка в народні депутати від партії «Слуга народу» на парламентських виборах 2019 року, № 8 у списку. Фізична особа-підприємець. Безпартійна.
Членкиня Комісії з питань правової реформи (з 7 серпня 2019).
Ще за місяць була названа кандидаткою на посаду голови комітету з питань запобігання та протидії корупції у Верховній Раді України IX скликання. Обрана Головою комітету з питань антикорупційної політики у Верховній Раді України IX скликання 29 серпня 2019 року.

## Нагороди
- Орден княгині Ольги III ступеня (8 жовтня 2021) — за вагомий особистий внесок у розбудову правової держави, багаторічну плідну працю та високий професіоналізм[12].

## Сім'я
Одружена. Чоловік - Радін Мирослав Миколайович. В 2020 у подружжя народився син - Микола.